# Mankins
Mankins è una comunità non incorporata degli Stati Uniti d'America, situata nella Contea di Archer dello Stato del Texas. È attraversata dalla U.S. Highway 82, dalla U.S. Highway 277, e dalla Texas State Highway 25. Dista 18 miglia a nord-ovest da Archer City, il capoluogo di contea. Fa parte della Wichita Falls Metropolitan Statistical Area.